# Onze-Lieve-Vrouwekapel (Echt)

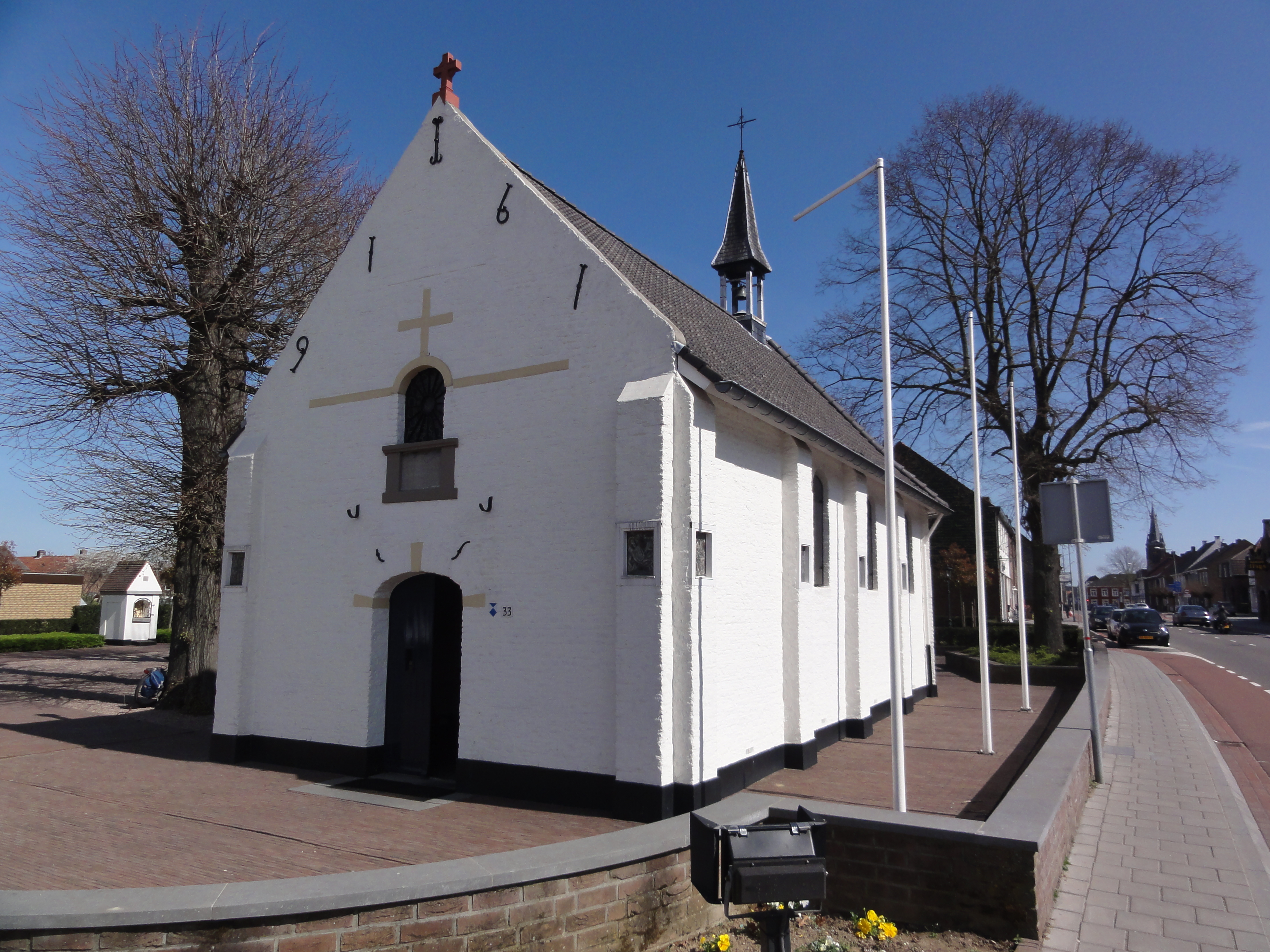
Onze-Lieve-Vrouwekapel

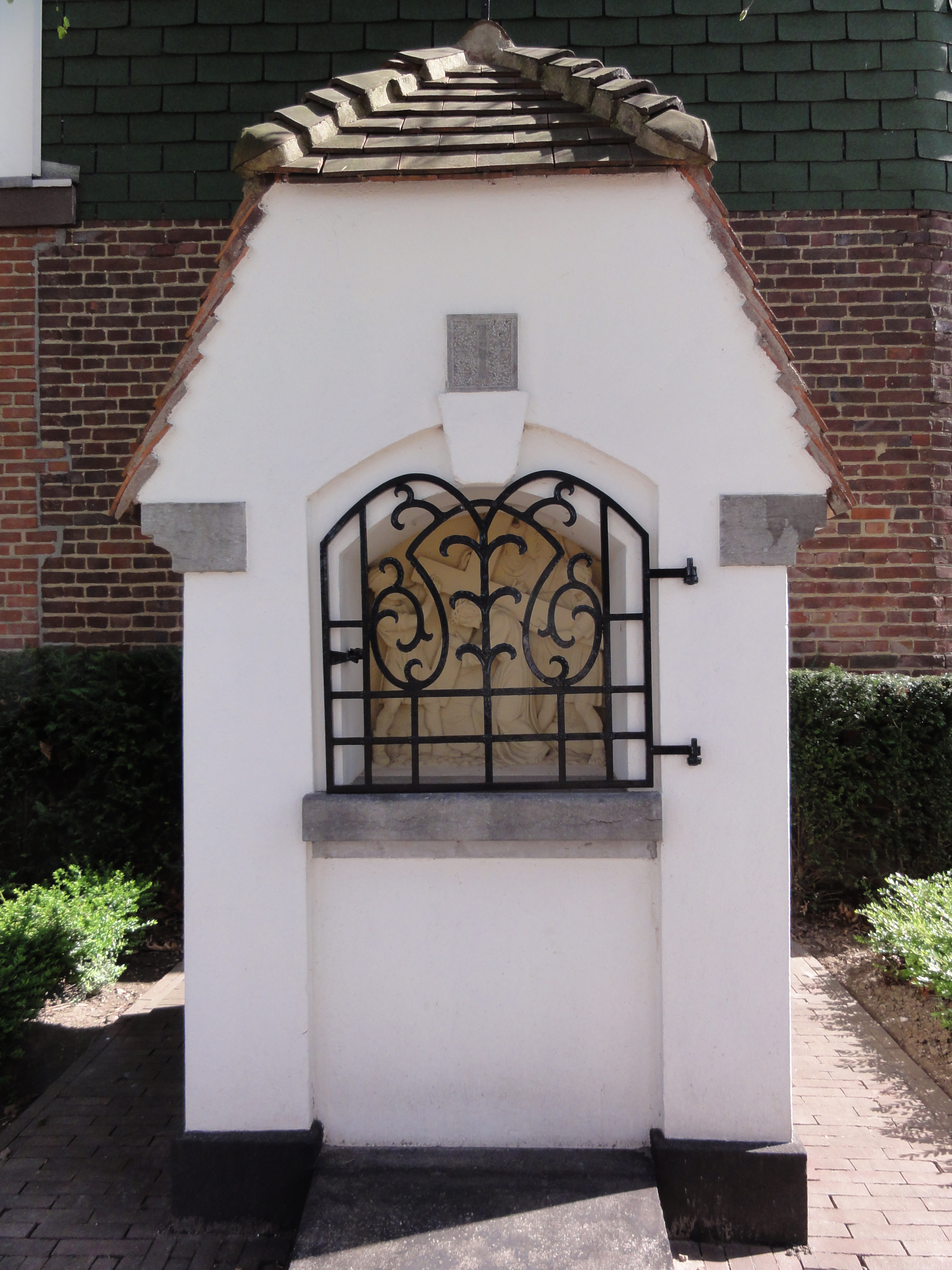
Een der voetvallen

De Onze-Lieve-Vrouwekapel is een betreedbare kapel in Echt in de Nederlandse gemeente Echt-Susteren in de provincie Limburg. De kapel is ingericht als een klein kerkje en staat aan Bosstraat 33 in buurtschap Schilberg.
De kapel is gewijd aan de heilige Onze-Lieve-Vrouw.

## Geschiedenis
In 1691 werd de kapel gebouwd.
In 1981 werden de voetvallen hier naartoe verplaatst.

## Gebouw
De wit geschilderde bakstenen kapel heeft een driezijdige koorsluiting en wordt gedekt door een zadeldak met pannen. Achterop het dak is een dakruiter geplaatst. Op de hoeken zijn er steunberen aangebracht en in de verschillende gevels ellipsboogvensters met glas-in-lood van Jacques Verheyen uit 1947. Tegen de achtergevel is een groot 18e-eeuws houten kruisbeeld geplaatst. De frontgevel is een puntgevel met vlechtingen met op de top een rood kruis. Deze gevel heeft 1691 als ankerjaartal en onder het venster in deze gevel is een gevelsteen aangebracht met in de tekst het jaartal 1691 als chronogram:

MarIa Van peYs, Van trost en hVLpe, tegen aLLe VerVVoestIngen onser VYanDen

Van binnen is de kapel wit gepleisterd met gele accenten onder een blauw gewelf. In de kapel staat een 15e-eeuws gepolychromeerd houten madonnabeeldje.

## Voetvallen
Rond het rijksmonument staan zeven voetvallen. Deze gebouwtjes stonden vroeger langs de Houtstraat en de Bosstraat, maar ze zijn in 1981 verplaatst naar het pleintje rond de kapel. Vier van deze gebouwtjes, onder mansardedak, zijn van vóór 1670. De reliëfs met passievoorstellingen zijn recenter. In 1947 werden de nieuwere kruiswegstaties vervaardigd door Jacques Verheyen.